# Архіпелаг Імператриці Євгенії
Архіпела́г Імператри́ці Євге́нії — група островів, що розташовані в центрі затоки Петра Великого в Японському морі. Адміністративно належать Приморському краю Росії. Відкритий французькими моряками в 1850-х роках. Названий в честь дружини французького імператора Наполлеона ІІІ Бонапарта Євгенії де Монтіхо. Вперше нанесений на карту французами в 1855 р. У 1865 р. була видана російська карта затоки Петра Великого, на якій архіпелаг був позначений повністю.
З другої третини ХХ ст. назва архіпелагу не згадувалася на географічних картах Росії. У лоції затоки Петра Великого 1984 р. видання острови Попова, Рейнеке, Рікорда та інші називалися "островами, розташованими південніше острова Руський". У реєстрі міжнародних географічних назв ці острови названі архіпелагом Євгенії (Arkhipelag Yevgenii).

## Острови
До складу архіпелагу входять 6 більших островів:
| Острів  | Площа, км² | Висота, м | Населення, осіб (2010) |
| ------- | ---------- | --------- | ---------------------- |
| Руський | 97,6       | 291       | 5360                   |
| Попова  | 12,4       | 158       | 1370                   |
| Рікорда | 5,0        | 178       | 0                      |
| Рейнеке | 4,6        | 148       | 20                     |
| Шкота   | 2,6        | 147       | 0                      |
| Єлени   | 1,5        | 99        | 0                      |

А також багато дрібних:
- Ахльостишева
- Верховського
- Вузька Балка
- Два Брата
- Енгельма
- Желтухіна
- Карамзіна
- Кликова
- Козлова
- Кротова
- Лаврова
- Малий
- Моїсеєва
- Наумова
- Папенберга
- Пахтусова
- Сергеєва
- Скрипльова — живе родина маячника з 5 осіб
- Уші
- Цивольки